# Una dona separada
Una dona separada (títol original: An Unmarried Woman) és una pel·lícula dels Estats Units dirigida per Paul Mazursky, estrenada el 1978. Ha estat doblada al català.

## Argument
Després de 16 anys de matrimoni, Erica descobreix la infidelitat del seu marit i l'abandona. Comença llavors una nova vida, feta de noves sensacions i de noves experiències.

## Repartiment
- Jill Clayburgh: Erica
- Alan Bates: Saul
- Michael Murphy : Martin
- Cliff Gorman: Charlie
- Patricia Quinn: Sue
- Kelly Bishop: Elaine
- Raymond J. Barry: Edward
- Michael Tucker: Fred
- Paul Mazursky: Hal
- Vincent Schiavelli: Home

## Premis i nominacions

### Premis
Premi a la interpretació femenina (Festival de Canes) per Jill Clayburgh

### Nominacions
- Oscar a la millor pel·lícula
- Oscar a la millor actriu per Jill Clayburgh
- Oscar al millor guió original per Paul Mazursky
- Globus d'Or a la millor pel·lícula dramàtica
- Globus d'Or al millor director per Paul Mazursky
- Globus d'Or a la millor actriu dramàtica per Jill Clayburgh
- Globus d'Or al millor guió per Paul Mazursky
- Globus d'Or a la millor banda sonora per Bill Conti
- BAFTA a la millor actriu per Jill Clayburgh
- Palma d'Or per	Paul Mazursky

## Critiques
Per la revista Télé 7 jours, Una dona separada és una 
| « | pel·lícula sobre la vida quotidiana filmada i interpretada de forma destacable. Somriure i llàgrimes. Un veritable èxit. | » |